# Vertheuil
Vertheuil är en kommun i departementet Gironde i regionen Nouvelle-Aquitaine i sydvästra Frankrike. Kommunen ligger i kantonen Pauillac som tillhör arrondissementet Lesparre-Médoc. År 2022 hade Vertheuil 1 308 invånare.

## Befolkningsutveckling
Antalet invånare i kommunen Vertheuil
Referens:INSEE